# قرار مجلس الأمن التابع للأمم المتحدة رقم 1496
قرار مجلس الأمن التابع للأمم المتحدة رقم 1496، المتخذ بالإجماع في 31 تموز / يوليو 2003، بعد التذكير بالقرارات السابقة بشأن إسرائيل ولبنان، بما في ذلك القرارات 425 (1978) و426 (1978) و1461 (2003)، مدد المجلس ولاية قوة الأمم المتحدة المؤقتة في لبنان (اليونيفيل) لستة أشهر أخرى حتى 31 يناير 2004.
وذكّر مجلس الأمن بما خلص إليه الأمين العام كوفي عنان من أن إسرائيل سحبت قواتها من لبنان اعتباراً من 16 حزيران / يونيو 2000 وفقاً للقرار 425. وشدد على الطبيعة المؤقتة لعملية اليونيفيل وأشار إلى أنها أكملت جزأين من ثلاثة أجزاء من ولايتها.
رحبت الحكومة اللبنانية بالخطوات المتخذة لاستعادة سلطتها في جنوب لبنان من خلال نشر القوات اللبنانية. وحث المجلس الأطراف على ضمان حرية حركة اليونيفيل الكاملة وضمان سلامتها. ودعا كل من إسرائيل ولبنان إلى الوفاء بالتزاماتهما باحترام خط الانسحاب الذي حددته الأمم المتحدة، وأدينت جميع الانتهاكات الجوية والبحرية والبرية للخط، بالإضافة إلى إثارة قلق المجلس.
ودعم القرار الجهود التي تبذلها اليونيفيل لرصد انتهاكات خط الانسحاب وجهود إزالة الألغام، مشجعًا على الحاجة إلى توفير خرائط لمواقع الألغام الأرضية. وطُلب من الأمين العام مواصلة المشاورات مع الحكومة اللبنانية والدول المساهمة بقوات بشأن تنفيذ القرار الحالي. كما وجهه إلى الإبلاغ عن أنشطة قوة الأمم المتحدة المؤقتة في لبنان والمهام التي تقوم بها هيئة الأمم المتحدة لمراقبة الهدنة.
وأخيرا، اختتم القرار بالتأكيد على أهمية السلام العادل والدائم في الشرق الأوسط على أساس قرارات مجلس الأمن ذات الصلة بما في ذلك 242 (1967) و338 (1973).

## روابط خارجية
- نص القرار في undocs.org